# Троїцька церква (Якшур)
Тро́їцька це́рква — церква в селі Якшур Зав'яловського району Удмуртії, Росія.
Церкву вирішено було збудувати за ініціативи Віктора Костенка, священика, заступника настоятеля Іжевського Свято-Михайлівського собору. Для будівництва були використані також і благодійні кошти місцевих жителів.